# Kaplica dworska w Jabłonowie (Szczeczycach)
Kaplica dworska w Jabłonowie (Szczeczycach) – kaplica p.w. Św. Jana Chrzciciela, wzniesiona w 2. połowie XVIII w. jako kaplica dworska przy rezydencji Jabłonowskich h. Prus III w Jabłonowie Litewskim (ob. Szczeczyce, w rejonie mostowskim obwodu grodzieńskiego Republiki Białorusi, około 4 km na wschód od Łunnej). Barokowo-klasycystyczna budowla jest wzorowana na kościele p.w. Trójcy Przenajświętszej w Wołczynie. Nieużytkowana, obecnie w stanie daleko posuniętej ruiny.

## Historia
Została zbudowana jako kaplica prywatna w powiązaniu z nowo wznoszoną litewską rezydencją księcia Józefa Aleksandra Jabłonowskiego, ówczesnego stolnika wielkiego litewskiego. W źródłach odnoszących się do jej fundatora nazywana jest kaplicą zamkową, a jej centralizująca forma architektoniczna i obecność krypty wskazują wyraźnie na to, że miała być przewidziana na miejsce pochówku dla właścicieli majątku. Budowę kaplicy podjęto w 1748 r. Jako wzór posłużył przesłany z Wołczyna odrys projektu tamtejszego późnobarokowego kościoła p.w. Trójcy Przenajświętszej.  Przypuszczalnie do 2. połowy lat pięćdziesiątych XVIII wieku, kiedy to Józef Aleksander Jabłonowski przeniósł się na stałe do zamku w Lachowcach na Wołyniu, zdołano wznieść mury, nie kontynuowano jednak prac przy dekoracji i wyposażeniu. Książę w swym testamencie, sporządzonym w 1771 r., nakazał sukcesorom „ukończyć budowę kościoła w Jabłonowie Litewskim”. W rezultacie w kolejnych latach nadano jej zewnętrzną dekorację w stylu wczesnego klasycyzmu. Zapewne łożył na nią bratanek Józefa Aleksandra, wojewoda poznański Antoni Barnaba Jabłonowski.
Kaplica od momentu powstania służyła równolegle dwóm obrządkom: rzymsko-  i greckokatolickiemu – jako prywatna kaplica dworska rytu łacińskiego oraz świątynia misji zakonnej bazylianów prowincji litewskiej, zaprowadzonej tu w 1750 r. z fundacji Jabłonowskiego. Zgodnie z inskrypcją umieszczoną niegdyś na bramie pałacowej, właściciel rezydencji, w trosce o poddanych dwóch wyznań, ufundował tu bowiem „dla spokoju ludu ołtarze w obydwu obrządkach”. W kaplicy odbyły się rodzinne ceremonie zaślubin:  w grudniu 1750 r. pasierbicy księcia, Anny Pauliny Sapieżanki z Janem Kajetanem Jabłonowskim, późniejszym wojewodą bracławskim, a 5 sierpnia 1766 r. – ślub samego Józefa Aleksandra Jabłonowskiego z  Franciszką Wiktorią Woroniecką.
Nieznane są losy kaplicy w pierwszej tercji XIX w. W 1831 r. świątynia została zamknięta, a następnie przejęta przez cerkiew prawosławną. Po wyznaczeniu deputata dla rozstrzygnięcia kwestii przynależności kaplicy, została oddana w 1839 r. w gestię Bractwu Sofijskiemu z Grodna. W 1860 r. przywrócono ją katolikom i zapewne wówczas została przyłączona jako filia do parafii Św. Anny w Łunnej, w dekanacie grodzieńskim. W 1874 r. trwały przygotowania do remontu i otwarcia kaplicy, co jednak ostatecznie nie nastąpiło. Wyposażenie (obrazy i paramenta) zostały przeniesione do kościoła w Łunnej. Na początku XX w. budowla ucierpiała od uderzenia pioruna, kiedy to spłonął dach z latarnią, sufit i pozostałości wyposażenia. Ówczesny rosyjski właściciel majątku podjął prace remontowe z zamiarem przekształcenia na kaplicę prawosławną. Remont został jednak przerwany przez wybuch wojny, a w efekcie kaplica nigdy nie była czynna jako cerkiew. Podczas I wojny światowej znalazło w niej schronienie wiele rodzin, uciekinierów z pobliskich wsi. Po 1918 r. kaplica figurowała jako przynależna parafii Łunna, do 1945 r. nie była jednak użytkowana do celów liturgicznych. Całkowita dewastacja budowli miała miejsce w czasach sowieckich.

## Architektura

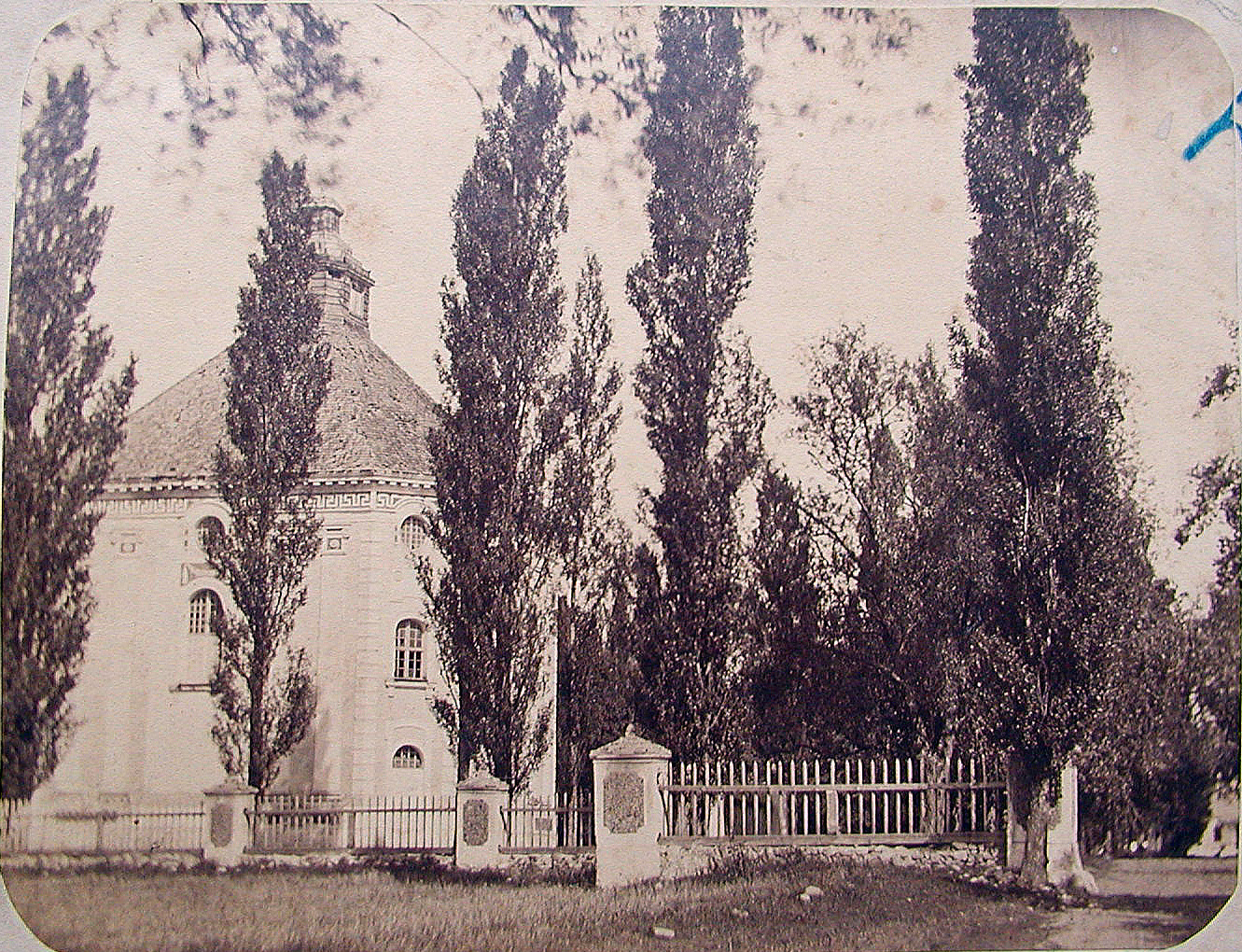
San z 1884 roku.

Kaplica, samotnie stojąca w polu, przy drodze z Kosiłów, położonych przy szosie Łunna–Wołpa, znajduje się na południowo–zachodnim skraju wsi Szczeczyce. Zwrócona jest frontem na północny-wschód, w kierunku nieistniejącego dziś pałacu, usytuowanego ok. 200 m na wschód, u szczytu skarpy starorzecza Niemna. Murowana budowla o barokowej bryle została założona na centralnym, ośmiobocznym planie. Na zewnątrz ma plan kwadratu ze ściętymi narożnikami, a we wnętrzu rzut krzyża greckiego, uzyskanego poprzez umieszczenie w narożach wysuniętych do wnętrza, trójbocznie zamkniętych aneksów, które niegdyś mieściły owalne, pierwotnie dwukondygnacjowe empory z balkonami i schody. Pod całością ulokowano kryptę. Elewacje otrzymały wczesnoklasycystyczną dekorację, wykonaną w białym tynku oraz z drobnych ułomków ciemnobrunatnej, sczerniałej rudy darniowej. Ściany mają groszkowaną fakturę i podziały ramowe z gładkiego tynku, a narożniki imitację poziomego boniowania. Zostały zwieńczone belkowaniem, z architrawem na osiach ścian odcinkowo wygiętym ponad otworami okien. Ponad koronującym belkowaniem umieszczono fryz z białym meandrem na tle ciemnego pasa z kawałków rudy darniowej. Dłuższe ściany są dzielone parami smukłych pilastrów jońskich w wielkim porządku. Na osiach ścian przebito w pionie po dwa okna: prostokątne, zamknięte półkoliście, a nad nimi okulusy. Pierwotnie w przyziemiu ścian narożnych znajdowały się dodatkowo płyciny przebite górą w formie okienek termalnych (obecnie dolne partie tych ścian są całkowicie przebite). Otwór wejściowy, w elewacji pn.–wsch., wyróżniono portalem z dwiema toskańskimi półkolumnami. Wewnątrz ściany, na wysokości dwóch trzecich, podzielone zostały na dwie kondygnacje wyznaczone wydatnym, obiegającym belkowaniem, wyłamanym nad oknami środkowymi dłuższych ścian. Dolną część dzielą pilastry o uproszczonych głowicach jońskich, ujmujące okna i naroża ścian. Górna partia artykułowana jest  lizenami. W podłuczach arkad okiennych oraz we fryzie belkowania przetrwały relikty klasycyzujących malowideł ściennych o motywach girland. Pierwotnie kaplicę przekrywał ostrosłupowy dach z dachówki, zwieńczony przysadzistą wieżyczką na sygnaturkę, zakończoną hełmem. Pierwotnie była otoczona parkanem z murowanymi słupkami, obsadzonym topolami włoskimi. Dziś nieużytkowana budowla pozostaje w ruinie. Brakuje dachu, ma zawaloną podłogę i sklepienie krypty oraz przeprute dolne partie narożnych ścian, co całkowicie zniekształciło pierwotny kształt otworów.

## Wartości artystyczne kaplicy
Na tle skromnych fundacji sakralnych Józefa Aleksandra Jabłonowskiego kaplica w Jabłonowie Litewskim wyróżniała się zarówno zamysłem kompozycyjnym, sprzęgniętym z całościową koncepcją przestrzenną rezydencji, jak i samą formą. Została ulokowana na obrzeżu założenia, frontem w kierunku pałacu, z którym łączyła ją oś wyznaczona aleją, z której do dziś przetrwało kilka starych lip. Inspiracją dla barokowej bryły o centralnych planie posłużył kościół w Wołczynie, zbudowany z fundacji Stanisława Poniatowskiego w latach 1729–33 według projektu Jana Zygmunta Deybla. W jabłonowskiej kaplicy powtórzono literalnie jego rzut i zamysł przestrzenny, wymiary, proporcję bryły i dyspozycję ścian. Natomiast wczesnoklasycystyczna dekoracja elewacji, zrealizowana po 1771 r., należy stylistycznie już do nowej epoki, stanowiąc zapewne jeden z najwcześniejszych przykładów klasycyzmu na terenie Wielkiego Księstwa Litewskiego. Składają się na nią prostokątne płyciny wypełnione drobnymi, nieregularnymi ułamkami sczerniałej rudy darniowej skontrastowanej z białym tynkiem. Płyciny zostały usytuowane na cokołach i głowicach  pilastrów, gdzie są ozdobione ulistnionymi rozetami, a pomiędzy oknami środkowymi i okulusami dłuższych ścian – motywem podwiązanej chusty. Na ścianach narożnych, pomiędzy oknami środkowymi i okulusami, znalazły się płyciny tynkowe, z rozetami, guzami i łezkowaniem. Projektant dekoracji nie jest znany. Najpewniej należy go szukać wśród architektów zatrudnianych przez Antoniego Barnabę Jabłonowskiego, dla którego pracowali m.in. Jakub Fontana i Dominik Merlini.